# Adelheid Byttebier
Pour les articles homonymes, voir Byttebier.
Adelheid Byttebier, née le 15 octobre 1963 à Courtrai est une femme politique belge bruxelloise, membre de Groen!.
Elle est licenciée en sociologie.
De 2009 à 2013, elle fut présidente du conseil d'administration de la STIB.
Depuis 2012, elle est Échevine à Schaerbeek (compétences: culture néerlandaise, enseignement néerlandophone, affaires juridiques, assurances, égalité Homme-Femme, équipements/achats, huissiers – expédition).

## Anciennes fonctions politiques
- Membre du Parlement de la Région de Bruxelles-Capitale :
  - du 29 juin 1999 au 6 juin 2003
  - du 29 juin 2004 au 23 juin 2009
- 2000-2001: conseillère CPAS à Schaerbeek
- 2003-2004: ministre flamande du Bien-être, de la Santé et de l'Égalité des Chances (gouvernement Somers)